# Adenostyles leucophylla
Adenostyles leucophylla (Willd.) Rchb. – gatunek rośliny z rodziny astrowatych (Compositae Gis.). Występuje endemicznie w Alpach – w Alpach Centralnych oraz w zachodniej części Alp Południowych. Jest rzadko spotykany. 

## Zasięg geograficzny
Rośnie w Alpach Centralnych oraz w zachodniej części Alp Południowych. Został zaobserwowany we Włoszech, Francji, Szwajcarii oraz Austrii. We Włoszech występuje w regionach Dolina Aosty, Piemont, Lombardia i Trydent-Górna Adyga. We Francji został zarejestrowany w departamentach Alpy Górnej Prowansji, Alpy Wysokie, Alpy Nadmorskie, Isere, Sabaudia oraz Górna Sabaudia. W Szwajcarii występuje tylko w południowej części kraju. 

## Morfologia

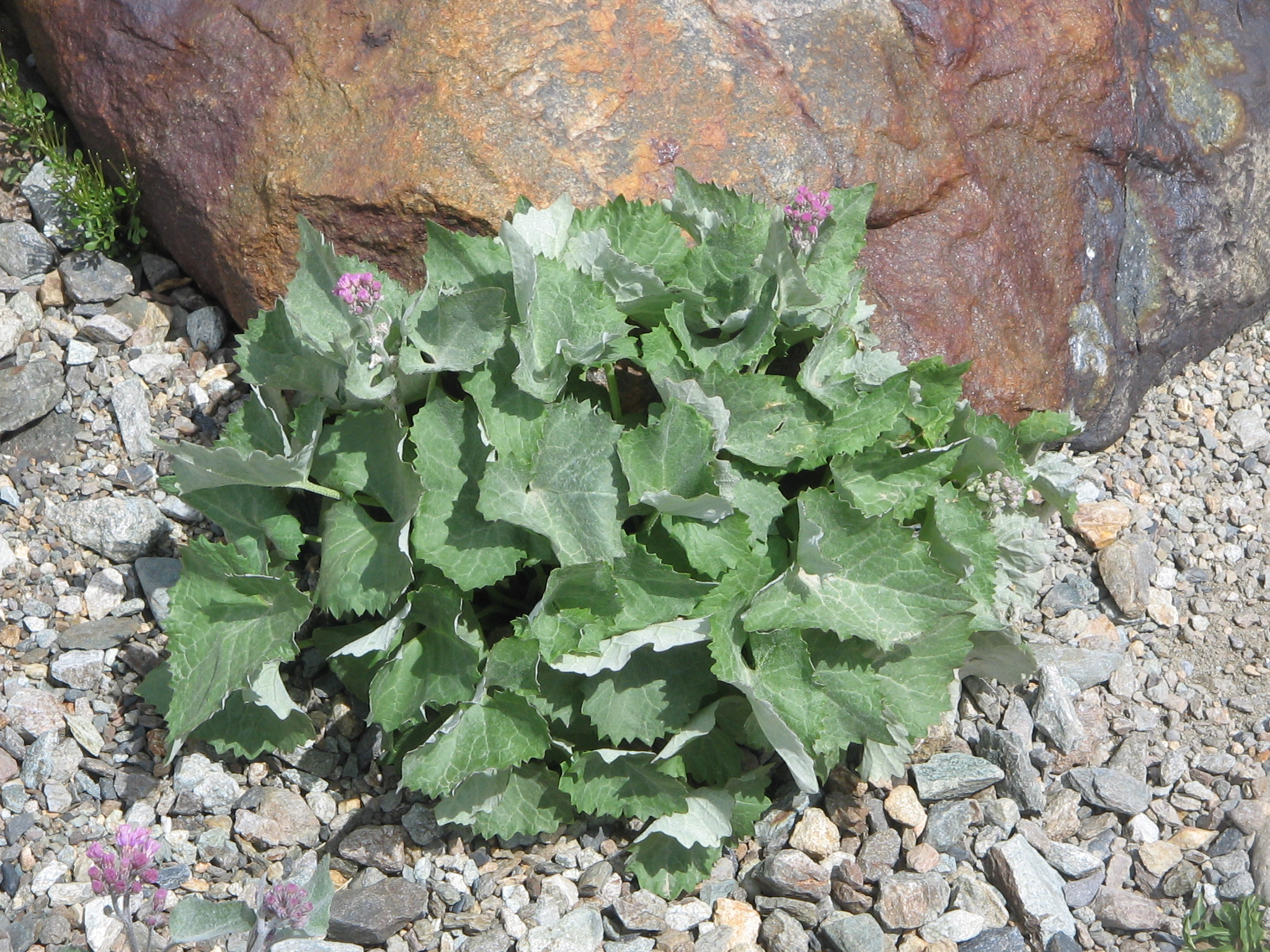
Pokrój

PokrójBylina dorastająca do 10–50 cm wysokości. Łodyga jest wzniesiona, mniej lub bardziej owłosiona, nieco rozgałęziona powyżej.
LiścieLiście odziomkowe mają trójkątny lub sercowaty kształt w zarysie. Mierzą do 20 cm szerokości. Od spodu mają białe włoski. Blaszka liściowa jest wyraźnie ząbkowana na brzegu, z ząbkami o trójkątnym kształcie z delikatnie zakończonym wierzchołkiem. Osadzone są na długich ogonkach liściowych.
KwiatyZebrane w rozwidlone kwiatostany w formie baldachimu, złożone z licznych koszyczków kwiatowych. Wszystkie kwiaty w koszyczku są rurkowate z wystającą szyjką słupka. Mają 3–5 mm średnicy.
OwoceNiełupki z gęstym puchem kielichowym.
Gatunki podobneRoślina jest podobna do miłosny górskiej (A. alliarae), która dorasta do 2 m wysokości. Różni się koszyczkami kwiatowymi, które złożone są tylko z 2–5 pojedynczych kwiatów. Ponadto liście odziomkowe dorastają do 50 cm szerokości. Charakteryzuje się także łatwym do usunięcia owłosieniem.

## Biologia i ekologia
Rośnie na piargach oraz rumowiskach skalnych, w pobliżu strumieni. Preferuje krzemianowe podłoże. Występuje na wysokości od 200 do 3000 m n.p.m. Kwitnie od czerwca do września.